# Thomas Adlercreutz (arkitekt)

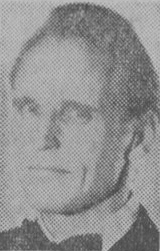
Thomas Adlercreutz

Carl Thomas Axel John Adlercreutz, född 25 december 1915 i Ängelholm, död 16 juli 1997, var en svensk arkitekt. Han var bror till Axel Adlercreutz.
Adlercreutz, som var son till lasarettsläkare Carl Adlercreutz och Eva Hamilton, avlade studentexamen i Lund 1935 och utexaminerades från Kungliga Tekniska högskolan 1943. Han blev arkitekt vid Kungliga Flygförvaltningens byggnadsavdelning 1943, hos arkitekt Birger Rehnvall i Stockholm 1946, byråingenjör vid Försvarets fabriksstyrelse 1948 och byrådirektör vid Byggnadsstyrelsen 1961. Han var ledamot av Oscars församlings kyrkoråd 1961.